# Коняк
 Тази статия е за напитката.  За града във Франция вижте Коняк (Франция).  
Конякът (на френски: Cognac) е спиртна напитка, вид ракия (на френски: eau-de-vie), която се произвежда от определени видове грозде по технология от региона Шарант във Франция.

## Название
Коняк е географско указание, наречено така на името на град Коняк, департамент Шарант във Франция. Географското указание е регистрирано в Европейския съюз в категория "Винена дестилатна спиртна напитка" (на английски: Wine spirit), съгласно изискванията на Регламент (ЕО) № 2019/787 на Европейския парламент и на Съвета от 17 април 2019 година за определението, описанието, представянето и етикетирането на спиртни напитки, за използването на наименованията на спиртните напитки при представянето и етикетирането на други храни, за защитата на географските указания на спиртни напитки, за използването на етилов алкохол и дестилати от земеделски произход в алкохолните напитки и за отмяна на Регламент (ЕС) № 110/2008. За да се нарича една напитка "Коняк", трябва да е произведена от грозде от региона около този град. Оригиналното наименование на географското указание е "Eau-de-vie de Cognac / Eau-de-vie des Charentes / Cognac" и е вписано в регистъра на географските означения на Съюза e-Ambrosia - https://ec.europa.eu/agriculture/eambrosia/geographical-indications-register/
Дълги години в България погрешно се смяташе, че наименованието "Коняк" се отнася за бренди, но всъщност се отнася за ракия или винена дестилатна спиртна напитка, както е според европейското законодателство.

## Видове коняци и технология на производство
Конякът се произвежда от определени сортове грозде. Използва се предимно сорта Фол Блан, но поради факта, че е податлив на болести, постепенно е заменен от сорта Уни Блан. До 90% от гроздето трябва да е Фол Блан/Уни Блан, останалите 10% може да са Коломбар или други сортове, отглеждани в региона. След беритба гроздето се откарва във фабриките, където се смачква на хоризонтални преси, като се отстраняват чепките, семките и ципите на гроздето. Полученият гроздов сок е със захарно съдържание 17 – 20% и се оставя да ферментира по естествен начин без добавка на захар и сулфатиране. Полученото след ферментацията бяло вино е с алкохолно съдържание 8 – 10%. То е много сухо и фино и не особено подходящо за пряка консумация, но отлично за дестилация. Виното се дестилира в т. нар. Шарантски дестилатори. Получената след двукратна дестилация течност има алкохолно съдържание около 650. Тя отлежава няколко години в дъбови бъчви, при което напитката придобива характерен вкус от съдържащия се в дървото танин, както и цвят. Колкото по-продължително време отлежи дестилата, толкова по-висококачествен коняк може да се приготви. Понякога за ускоряване на процеса на съзряването се добавят в бъчвите дъбови стърготини. В процеса на съзряването голяма част от алкохола се изпарява. Отлежалата течност се разрежда с вода до около 400С и се добавя малко захар и карамел за по-добър вкус.

## Употреба
Обикновено коняк се пие в специални чаши за коняк, като предварително се загрява и така потребителят може да се наслади на ароматите, които се отделят.

## Класификация на коняците
Потребителите могат да разберат възрастта и качеството на коняка по специални обозначения по етикета на бутилката. Всички указани в класификацията срокове означават, че всеки от вложените в коняка алкохол е отлежал не по-малко от указаното време.
- V.S.(Very Special) или *** (Trois Etoiles) – коняци, чиито дестилати са държани в бъчви не по-малко от 2,5 г.
- V.S.O.P.(Very Superior Old Pale), V.O.(Very Old), Reserve – коняци, чиито дестилати са отлежали не по-малко от 4 г.
- V.V.S.O.P.(Very-Very Superior Old Pale), Grande Reserve – коняци, чиито дестилати са отлежали не по-малко от 5 г.
- X.O.(Extra Old), Extra, Napoleon, Hors d'age, Tres Vieux, Vieille Reserve – коняци, чиито дестилати са отлежали в бъчви 6 години.

Класификация на коняци, отлежавали повече от 6 г. е забранена, тъй като се счита, че не е възможно да се контролира процеса на купажиране за срок по-голям от 6 години.

## Производители
- Бискуи (Bisquit)
- Готие (Gautier)
- Камю (Camus)
- Курвоазие (Courvoisier)
- Мартел (Martell)
- Отар (Otard)
- Реми Мартен (Rémy Martin)
- Хенеси (Hennessy)
- Шато Монтифо (Chateau de Montifaud)
- Годе (Godet cognacs)